# Pathlawa
Pathlawa è una cittadina dell'India, nella regione del Punjab, nel distretto di Nawanshahr. Al censimento del 2001 contava una popolazione di 2364 persone.